# 창문을 통해 어렴풋이
《창문을 통해 어렴풋이》(Sasom I En Spegel, Through A Glass Darkly) 혹은 《거울을 통해 어렴풋이》는 스웨덴에서 제작된 잉그마르 베르히만 감독의 1961년 드라마 영화이다. 해리엣 안데르손 등이 주연으로 출연하였고 알랜 이케런드 등이 제작에 참여하였다.
이 영화는 아카데미 외국어 영화상을 받았다.

## 줄거리
이 이야기는 정신병원에서 조현병 치료를 받던 카린이 퇴원한 직후, 네 명의 가족이 외딴 섬에서 휴가를 보내는 24시간 동안 일어난다. 카린의 남편 마틴(막스 폰 쉬도브)은 존경받는 의사로, 카린의 아버지 다비드(군나르 비에른스트란드)에게 카린의 병은 거의 불치라고 말한다. 한편, 카린의 17세 남동생 미누스(라스 팔스고르드)는 카린에게 아버지와 진정한 대화를 나누고 싶고 아버지의 애정이 부족하다고 느낀다고 말한다. 다비드는 "작가의 폐색"을 겪고 있는 소설가로, 긴 해외여행에서 막 돌아왔다. 그는 한 달 후 다시 떠날 것이라고 발표하는데, 이는 그가 머물겠다고 약속한 것과는 다른 이야기였다. 다른 가족들은 미누스가 쓴 연극을 그에게 공연한다. 다비드는 연극을 승인하는 척하지만, 연극이 자신의 성격에 대한 공격으로 해석될 수 있음에 불쾌해한다.
그날 밤, 마틴의 에로틱한 유혹을 거절한 카린은 잠에서 깨어 무적 소리를 따라 다락방으로 간다. 그녀는 벗겨진 벽지 뒤에서 목소리를 듣는 에피소드 후 기절한다. 그러고 나서 다비드의 방으로 들어가 책상을 뒤져 그의 일기를 발견하고, 자신의 병이 불치병이라는 그의 설명을 본다. 그녀는 자신의 악화를 기록하려는 그의 무감각한 욕망을 발견한다. 다음 날 아침, 다비드와 마틴은 낚시를 하면서 카린에 대해 서로 대립한다. 마틴은 다비드가 자신의 예술을 위해 딸을 희생시키고 자기중심적이며, 냉정하고, 비겁하며, 위선적이라고 비난한다. 다비드는 회피하지만 마틴의 말 대부분이 사실임을 인정한다. 다비드는 최근 절벽에서 차를 몰고 떨어져 자살하려 했지만 고장 난 변속기 덕분에 목숨을 건졌다고 말한다. 그는 그 이후로 카린, 미누스, 마틴을 사랑하게 되었고 이것이 자신에게 희망을 준다고 말한다. 한편, 카린은 미누스에게 자신의 에피소드에 대해 이야기하고, 다락방 벽지 뒤에서 신이 나타나기를 기다리고 있다고 말한다. 미누스는 다소 성적으로 좌절하고, 카린은 그를 놀리며, 그가 포르노 잡지를 숨기고 있다는 것을 발견한 후에는 더욱 심해진다. 나중에 해변에서 카린은 폭풍이 오는 것을 보고 난파선으로 달려가 공포에 떨며 웅크린다. 미누스가 그녀에게 가서 그들은 근친상간적 성행위를 한다.
미누스는 다른 남자들에게 배 안에서 있었던 사건에 대해 말하고 마틴은 구급차를 부른다. 카린은 아버지와 단둘이 이야기하자고 한다. 그녀는 마틴과 미누스에게 자신이 잘못했다고 고백하며, 어떤 목소리가 자신에게 그렇게 행동하고 다비드의 책상을 뒤져보라고 했다고 말한다. 그녀는 다비드에게 병원에 남고 싶다고 말하는데, 두 현실 사이를 오갈 수 없고 하나를 선택해야 하기 때문이라고 한다. 그들이 병원으로 갈 짐을 싸는 동안, 그녀는 다락방으로 달려가고 마틴과 다비드는 그녀의 행동을 지켜본다. 그녀는 신이 옷장 문을 통해 나올 것이며, 남편에게 그 순간을 즐기게 해달라고 부탁한다. 그녀는 벽에 난 균열에 고정되는데, 거기서 거미 한 마리가 나온다. 구급차인 헬리콥터가 창문 옆을 지나가며 큰 소음을 내고 문이 흔들려 열린다. 카린은 열렬히 문 쪽으로 움직이지만, 이내 공포에 질려 달아나고 광란에 빠진다. 카린은 사라졌다가 다시 광란 상태로 나타나 진정된다. 그녀는 일어서서 그들에게 신에 대해 말한다. 신은 자신을 꿰뚫으려 했던 사악한 얼굴의 거미였다고 한다. 그녀는 신의 눈을 들여다보았는데, 그것은 "차가웠고 평온했다"고 하며, 신이 자신을 꿰뚫지 못하자 벽으로 물러났다고 말한다. "저는 신을 보았습니다"라고 그녀는 선언한다.
카린과 마틴은 헬리콥터를 타고 떠난다. 미누스는 아버지에게 자신이 무섭다고 말한다. 카린이 배 안에서 자신을 잡았을 때, 그는 평범한 현실에서 벗어나기 시작했기 때문이다. 그는 아버지에게 그렇게 살아남을 수 있는지 묻는다. 다비드는 "붙잡을 것이 있다면" 그럴 수 있다고 말한다. 그는 미누스에게 자신의 희망인 사랑에 대해 말한다. 다비드와 아들은 신과 관련된 사랑의 개념에 대해 논의하고, 그들 자신의 사랑이 카린을 지탱하는 데 도움이 될 수 있다는 생각에서 위안을 찾는다. 미누스는 마침내 아버지와 진정한 대화를 나눴다는 것에 감사하고 경외심을 느끼며 "아빠가 저에게 말씀하셨어요"라고 말한다.

## 출연

### 주연
- 해리엣 안데르손
- 거너 본스트랜드
- 막스 폰 시도우